# West Region (Singapore)

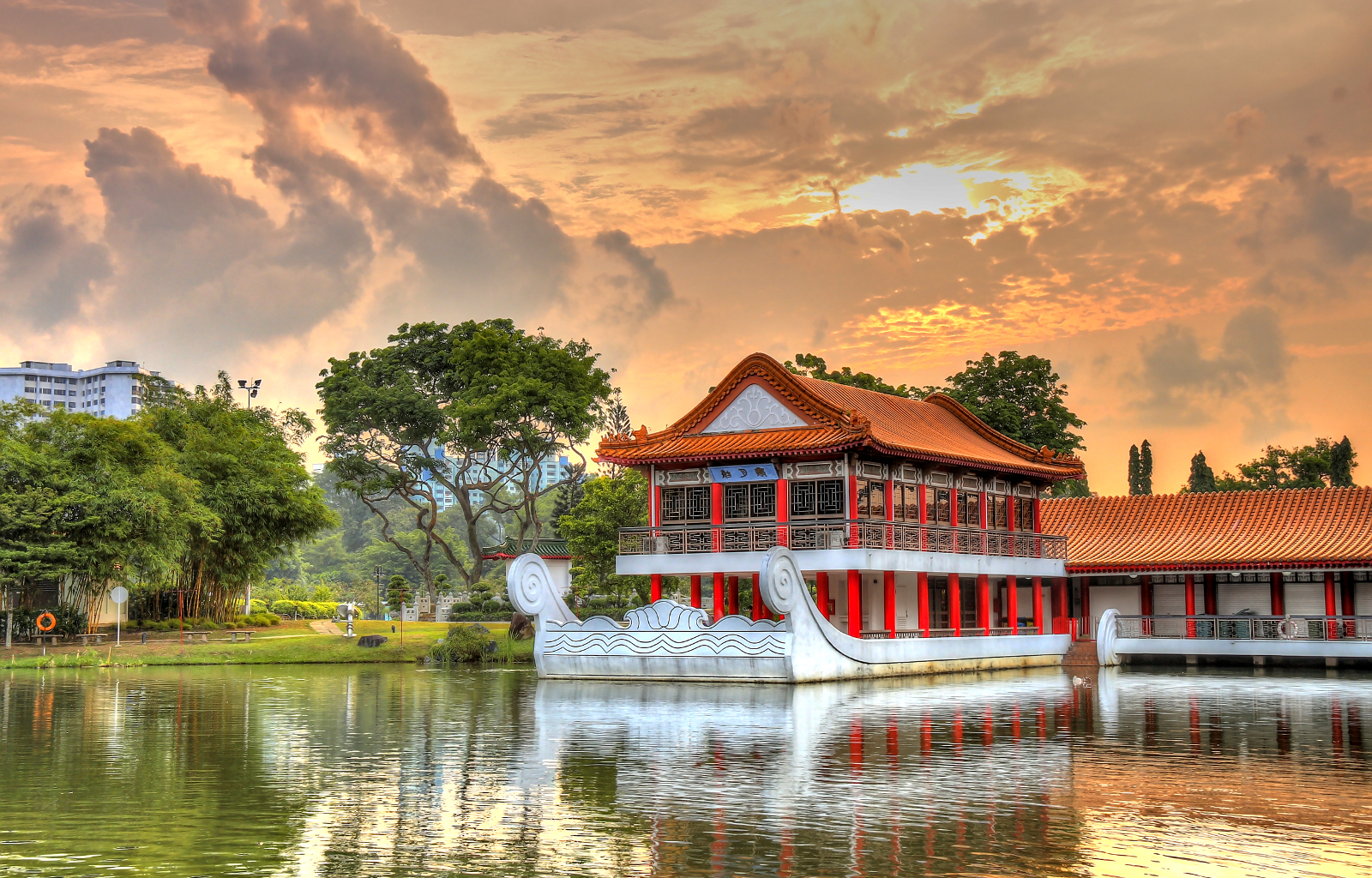
Vy från distriktet (Chinese Gardens)

Distriktet West Region (även "South West") är ett av önationen Singapores 5 administrativa regioner.

## Geografi
Distriktet ligger på huvudöns Pulau Ujong västra del och gränsar söderut mot Central Region och Singaporesundet, österut mot North Region och norr- och västerut mot Johorsundet. 
Distriktet har en yta på cirka 201 km². Befolkningen uppgår till cirka 921 000 invånare. Befolkningstätheten är cirka 4 582 invånare / km².
Inom distriktet ligger den konstgjord ön Jurong Island och ögruppen Western Islands.

## Förvaltning
Distriktet är underdelad i 12 stadsplaneringsområden. (Planning Areas).
| * Boon Lay    | * Bukit Batok | * Bukit Panjang | * Choa Chu Kang | * Clementi        | * Jurong East             |
| * Jurong West | * Pioneer     | * Tengah        | * Tuas          | * Western Islands | * Western Water Catchment |

Distriktet förvaltas av 2 kommunstyrelser ("Majlis Pembangunan Masyarakat" / Community Development Council) under ledning av en borgmästare (Mayor), South West Community Development Council och North West Community Development Council.
Distriktets ISO 3166-2-kod är "SG-05". Huvudorten är Jurong East distriktet i den södra delen.